# Interpretazione simbolica
L'interpretazione simbolica è un tipo di interpretazione letteraria basata sull'intuizione di un messaggio tramite la lettura di simboli.
Essa viene usata soprattutto nei componimenti altomedievali, per esempio i Bestiari e il Phisiologius. Si contrapponeva all'interpretazione allegorica e il suo cadere in disuso, dovuto all'uso sempre più frequente di quella allegorica, segnò, secondo molti storici, il passaggio tra arte romanica a arte gotica.